# Циглер, Марк
Марк Циглер (нем. Marc Ziegler; род. 13 июня 1976, Блискастель, Саар) — немецкий футболист, вратарь.

## Клубная карьера
Карьеру футболиста Марк Циглер начал в юношеских командах Вебенхайма и Саарбрюккена, откуда в 1993 году был приглашён в молодёжную команду «Штутгарта».
В 1995 году футболист стал основным вратарём клуба, но за следующие 3 года провёл за «Штутгарт» всего 6 матчей. В 2000 перешёл в турецкий «Бурсаспор».
С 2001 года по 2007 год играет в австрийских клубах «Тироль» и «Аустрия (Вена)», немецких командах «Ганновер 96», «Саарбрюккен» и «Арминия».
В 2007 подписал трёхлетний контракт с дортмундской Боруссией. В 2010 вернулся в «Штутгарт», заключив договор на тот же срок.

## Достижения
- Чемпион Австрии: 2001, 2002
- Обладатель Кубка Германии: 1997
- Финалист Кубка Германии: 2008
- Финалист Кубка немецкой лиги: 1997, 1998
- Финалист Кубка кубков УЕФА: 1998